# Nei eða já
Nei eða já (tradução portuguesa: "Não ou Sim?") foi a canção que representou a Islândia no Festival Eurovisão da Canção 1992, interpretada em islandês pelo duo feminino Heart 2 Heart (constituído por Sigríður Beinteinsdóttir e Sigrún Eva Ármannsdóttir). Na noite do festival, realizado em Malmö, foi a 11.ª canção a ser interpretada, a seguir à canção maltesa Little Child) e antes da canção finlandesa Yamma-Yamma, interpretada por Pave Maijanen. A canção islandesa terminou a competição em sétimo lugar, recebendo um total de 80 pontos.

## Autores
- Letrista: Stefán Hilmarsson
- Compositor: Friðrik Karlsson, Grétar Örvarsson
- Orquestrador: Nigel Wright

## Letra
A canção é um dueto feminino, com as duas cantoras expressando as dúvidas e incertezas perante um relacionamento amoroso. No fim é transmitida a esperança de ela terminar com o seu amante.

## Versões
O duo gravou também uma versão inglês da canção intitulada "Time after time"